# الفجرة (السبرة)

تعديل مصدري - تعديل

الفجرة محلة تابعة لقرية سالفون، التابعة لعزلة عروان بمديرية السبرة إحدى مديريات محافظة إب في الجمهورية اليمنية.، بلغ تعداد سكانها 214 حسب تعداد اليمن لعام 2004.